# Touho
Touho es una comuna de la Provincia Norte de Nueva Caledonia, un territorio de ultramar de Francia en el océano Pacífico. Touho se encuentra en la costa este de la isla principal (Grande Terre) y es servido por una carretera y un aeródromo.
La escuela de formación profesional, Lycée Professionnel Agustín Ty fue inaugurado oficialmente en 1994. Está ubicado frente al aeropuerto.
Monita China